# 张庄街道
张庄街道，是中华人民共和国江苏省盐城市盐都区下辖的一个乡镇级行政单位。

## 行政区划
张庄街道下辖以下地区：
东徐社区、西徐社区、钱庄社区、东升村、仓头村、王庄村、郑通村、成庄村和龙海村。